# Carl-Magnus Elgenstierna
Carl-Magnus Elgenstierna, född 11 februari 1919 i Sveg, död 3 mars 1991, var en svensk jurist som var lagman i Strömstads tingsrätt från 1976 till 1984.
Elgenstierna blev juris kandidat vid Uppsala universitet 1942 och genomförde sin tingstjänstgöring 1943–1945 innan han blev fiskal 1947. Han blev tingsdomare i Gällivare domsaga 1953, var häradshövding i Härjedalens domsaga 1961-1963, tingsdomare i Mellansysslets domsaga 1963 och tillförordnad häradshövding i Älvdals och Nyeds domsaga 1967-1970. Han var rådman i Karlstads tingsrätt från 1971 och lagman i Strömstads tingsrätt 1976-1984.
Elgenstierna var son till baningenjör Magnus Elgenstierna och hans maka Dagmar, född Gripenstedt. Han var från 1949 gift med Dorothea, född Massey 1916.